# Boris Goldstein
Boris Goldstein (in russo Борис Эммануилович Гольдштейн?, Boris Ėmmanuilovič Gol'dštejn; Odessa, 25 dicembre 1922 – Hannover, 8 novembre 1987) è stato un violinista e insegnante sovietico naturalizzato tedesco.

## Biografia
Boris Goldstein nacque a Odessa nel 1922. Fu un bambino prodigio e iniziò a studiare violino a Odessa con Pëtr Stoljarskij. Dopo quattro anni si trasferì a Mosca dove studiò con Abram Il'ič Jampol'skij, Lev Zeitlin e Konstantin Mostras. 
All'età di dieci anni Goldstein suonò alla radio il concerto di Mendelssohn con l'orchestra della radio di Mosca. Due anni più tardi riportò un premio speciale al concorso violinistico “All-Union” dell'Unione Sovietica. Heifetz, in tournée in Unione Sovietica nel 1934, ebbe l’opportunità di ascoltarlo a Mosca; il giovane violinista venne definito da Heifetz il più brillante talento violinistico dell'URSS. Nel 1935 il tredicenne Goldstein vinse il quarto premio del concorso Henryk Wieniawski a Poznań e nel 1937 al concorso internazionale Ysaÿe di Bruxelles vinse il quarto premio. Dal quel momento iniziò a effettuare le sue prime registrazioni discografiche. 
Ma la sua fama fu breve. Nel 1941 le truppe tedesche invasero l'Unione Sovietica; divenne membro delle brigate che combatterono al fronte. Nel 1943 partì per un giro di sei mesi con la flotta nel mare del Nord e perse le sessioni di esami al conservatorio, dal quale fu in seguito espulso. Fu riammesso solo nel 1953. 
Nel frattempo intraprese l'attività concertistica seppur in maniera limitata, tanto che negli anni successivi ebbe l'opportunità di suonare all'estero solo due volte nel 1955 in Grecia e nel 1958 in Ungheria; la sua fama, di conseguenza, rimase preclusa alla sola Unione Sovietica. Gol'dštejn alternò l'attività concertistica con quella didattica. Insegnò all'Accademia musicale Gnesin di Mosca e tra gli allievi si ricordano Zachar Bron, Aleksander Skvorcov e Aleksandr Mešibovskij. 
Nel 1974 Goldstein emigrò con la sua famiglia in Germania. Riprese l'attività concertistica in Europa occidentale ma in tono minore rispetto agli anni in Unione Sovietica, decise così dal 1976 di tenere parallelamente un corso di perfezionamento alla Hochschule für Musik di Würzburg. Dal 1981 Goldstein si esibì con sua figlia Julia, pianista. In suo onore nel 2015 è stato istituito il Concorso internazionale Boris Goldstein a Berna.